# Кійокава (Канаґава)

35°28′56″ пн. ш. 139°16′35″ сх. д. / 35.48222° пн. ш. 139.27639° сх. д.
Кійока́ва (яп. 清川村, きよかわむら, МФА: [kʲijokawa mat͡ɕi̥]) — село в Японії, в повіті Айко префектури Канаґава. Станом на 1 квітня 2009 площа села становила 71,29 км². Станом на 1 липня 2011 населення села становило 3392 осіб.